# Narodowe Muzeum Historyczne w Atenach
Narodowe Muzeum Historyczne w Atenach (gr. Εθνικό Ιστορικό Μουσείο, Ethnikó Istorikó Mouseío) – muzeum poświęcone greckiej historii, znajdujące się w Atenach w Grecji.
Muzeum zostało założona w 1882 roku i jest najstarszym tego typu obiektem w Grecji. Znajduje się w budynku, w którym od 1875 do 1932 roku mieścił się parlament grecki.